# Jean Rolin
Jean Rolin (Autun, 1408 – Auxerre, 22 giugno 1483) è stato un cardinale e vescovo cattolico francese.

## Biografia
Nato a Autun da Nicolas Rolin e Jeanne de Landes, fu arcidiacono di Autun e priore di San Marcello.
Nominato vescovo di Chalon il 26 gennaio 1431, venne trasferito alla sede di Autun il 20 agosto 1436, occupando la diocesi fino alla morte.
Fu creato cardinale presbitero da papa Niccolò V nel concistoro del 20 dicembre 1448 ed ottenne il titolo cardinalizio di Santo Stefano al Monte Celio il 3 gennaio 1449. È stato protopresbitero dal dicembre 1472.
Non ha partecipato a nessuno dei conclavi della sua epoca.
Morì a Auxerre il 22 giugno 1483 e fu sepolto nella cattedrale di Auxerre.

## Successione apostolica
La successione apostolica è:
- Vescovo Etienne Hugonet (1451)